# Andrew Cohen
Andrew Cohen (Kalkara, 1981. május 13. –) válogatott máltai labdarúgó, középpályás.

## Pályafutása

### Klubcsapatban
1999 és 2017 között a Hibernians labdarúgója volt. 2017 óta a Gżira United játékosa. A Hibernians csapatával négy bajnoki címet és négy máltaikupa-győzelmet ért el. Négyszer választották az év máltai labdarúgójának (2005, 2006, 2015, 2018).

### A válogatottban
2004 és 2018 között 68 alkalommal szerepelt a máltai válogatottban és egy gólt szerzett.

## Sikerei, díjai
- Az év máltai labdarúgója (2005, 2006, 2015, 2018)

 Hibernians
- Máltai bajnokság
  - bajnok (4): 2001–02, 2008–09, 2014–15, 2016–17
- Máltai kupa
  - győztes (4): 2006, 2007, 2012, 2013